# Le Coffre
Le Coffre est un jeu télévisé diffusé sur France 2 du 17 janvier au 18 décembre 2004 tous les samedis à 18h55 et présenté par Nagui.
Produite par Air Productions, c'est une adaptation du concept The Vault (connue sous le nom Hakasefet en Israël), qui a connu un succès au Royaume-Uni sur la ITV1 de 2002 à 2004.

## Principe du jeu
Huit candidats jouent chaque semaine pour une place en finale qui leur permettrait de remporter le contenu du Coffre. Si tel n'est pas le cas, l'animateur appelle un téléspectateur tiré au sort parmi une liste d'inscrits, et celui-ci peut à son tour tenter de remporter le contenu du Coffre. S'il n'y parvient pas, la somme de 30 000 € augmente de 10 000 € est remise en jeu à l'émission suivante.

### Les Sélections
Les huit candidats se présentent face caméra aux téléspectateurs et annoncent un code à quatre chiffres qu'ils estiment être la combinaison du Coffre. Une combinaison est alors tirée au sort de façon aléatoire par un ordinateur.
Les quatre candidats dont la combinaison est la plus proche de celle de l'ordinateur sont appelés candidats actifs. Ils participent activement au jeu et peuvent espérer décrocher une place en finale.
Les quatre autres sont nommés candidats passifs ou négociateurs : ils ne peuvent pas aller en finale mais ont la possibilité, s'ils trouvent une réponse à une question, de vendre celle-ci au candidat le plus offrant afin qu'il progresse vers la finale. Leur rôle est donc essentiel. Ce rôle est aussi assumé par quatre téléspectateurs qui disposent chez eux de toutes les ressources documentaires qu'ils désirent (dictionnaires, encyclopédies, Internet).

### La première manche
Chaque candidat joue à tour de rôle sans savoir les performances réalisées par leurs concurrents. Ils disposent d'un capital de 1 000 € et doivent répondre à 10 questions en 3 minutes. Chaque bonne réponse leur rapporte 100 € et s'ils les obtiennent tous, ils récupèrent 1 000 € de bonus. Le candidat peut, à chaque question, énumérer autant de réponses qu'il le souhaite. Il a aussi la possibilité de passer sur une question pour revenir dessus plus tard.
À la première lecture de la question, aucun négociateur ne peut se manifester ; en revanche, si celle-ci a été passée, les négociateurs peuvent tenter de répondre à la question soit en appuyant sur un buzzer, soit en appuyant sur une touche de leur téléphone. Le candidat donne la parole à celui qu'il désire en l'appelant par le nom de sa profession ; le négociateur donne alors le montant de sa réponse et le candidat peut marchander ou faire jouer la concurrence avec un autre négociateur. Si le candidat accepte le prix de la réponse, alors le négociateur énonce sa proposition : si celle-ci s'avère exacte, le candidat empoche 100 € moins le prix de la réponse, qui revient au négociateur.
À la fin de cette manche, seuls les deux candidats ayant accumulé le plus d'argent poursuivent la partie ; les deux autres sont éliminés et repartent avec 10 % de la somme accumulée.

### La deuxième manche
Les deux candidats jouent ensemble durant 4 minutes. L'animateur pose à l'un d'entre eux une question : il dispose de 15 secondes pour donner autant de propositions qu'il le souhaite, négocier l'achat de réponses, etc. Si au bout de 15 secondes la bonne réponse n'a pas été donnée, la main passe à l'autre candidat qui dispose lui aussi de 15 secondes pour donner la bonne réponse.
Chaque bonne réponse rapporte 200 €. À la fin du temps règlementaire, celui qui a donné le plus de bonnes réponses empoche un bonus de 2 000 €. Celui qui a amassé le plus d'argent part en finale; le perdant repart avec 10 % de la somme accumulée.

### La finale
Le finaliste dispose de 2 minutes pour répondre à 10 questions. Il peut donner autant de propositions qu'il le souhaite mais ne peut passer une question. Plus la question est difficile, plus la somme à remporter est importante, passant de 50 € pour la première question jusqu'à 5 500 € pour la neuvième. Les négociateurs peuvent intervenir dès le début de la finale.
Une fois la réponse de la neuvième question donnée, le chronomètre s'arrête. Les négociateurs ne peuvent plus intervenir.
Pour répondre à la dixième question et remporter le contenu du Coffre, le finaliste est donc seul. Trois thèmes lui sont proposés, parmi lesquels il doit choisir : la question posée, le chronomètre redémarre et le finaliste peut énoncer autant de propositions qu'il le souhaite. S'il donne la bonne réponse, il remporte le contenu du Coffre. S'il échoue, il repart tout de même avec l'intégralité de la somme accumulée durant l'émission.
À la fin de la finale, les gains des négociateurs sont comptabilisés : celui qui, sur le plateau, a engrangé le plus d'argent repart avec la totalité de ses gains, les autres ne disposant que de 10 % de la somme accumulée. Idem pour les négociateurs par téléphone.

### La finale destéléspectateurs
Si le finaliste échoue, l'animateur demande à l'ordinateur de sélectionner aléatoirement le numéro de téléphone d'un téléspectateur inscrit. Celui-ci dispose d'une minute pour répondre à six questions. Il peut énoncer autant de propositions qu'il le souhaite mais ne peut passer une question. S'il parvient à répondre aux six questions, il remporte le contenu du Coffre.

## Anecdotes sur le jeu
- La somme la plus importante remportée par un téléspectateur est de 170 000 €.
- La somme la plus importante remportée par un négociateur s'élève à plus de 9 000 €.

## Jeu de société
Un jeu de société devait sortir en 2004 et être éditée par Lansay 